# 2024 في النمسا
الأحداث في سنة 2024 في النمسا.

## شاغلي المناصب
- الرئيس: ألكسندر فان دير بيلين
- المستشار: كارل نيهامر

### المحافظون
- بورغنلاند: هانز بيتر دوسكوزيل
- كارينثيا: بيتر كايزر
- النمسا السفلى: جوانا ميكل لايتنر
- سالزبورغ: ويلفريد هاسلاور جونيور
- ستيريا: كريستوفر دريكسلر, ماريو كوناسيك
- تيرول: أنطون ماتل
- النمسا العليا: توماس ستيلزر
- فيينا: ميخائيل لودفيغ
- فورارلبرغ: ماركوس فالنر

## الأحداث

### يناير
- 15–18 فبراير – كأس أوروبا لهوكي الجليد للرجال للصالات المغلقة 2024  [لغات أخرى]‏[1]
- 23 فبراير - قُتلت ثلاث نساء في حادث طعن جماعي في بيت دعارة بفيينا. أُلقي القبض على مشتبه به يبلغ من العمر 27 عامًا.[2]

### مارس
- 29 مارس - تم القبض على إيجيستو أوت, الضابط السابق في المكتب الاتحادي لحماية الدستور ومكافحة الإرهاب  [لغات أخرى]‏, للاشتباه في تجسسه لصالح روسيا.[3]

### أبريل
- 11 أبريل - مقتل ثلاثة متزلجين هولنديين في انهيار جليدي بالقرب من سولدن.[4]
- 21–27 أبريل – بطولة العالم للسيدات القسم الأول للاتحاد الدولي لهوكي الجليد 2024  [لغات أخرى]‏ في كلاغنفورت.[5]

### يونيو
- 9 يونيو - انتخابات البرلمان الأوروبي 2024 : برز حزب الحرية النمساوي كأكبر حزب في التشكيلة النمساوية للبرلمان الأوروبي.[6]

### يوليو
- 21 يوليو - تم اعتقال أكثر من 50 شخصًا في فيينا خلال اشتباكات بين الشرطة والمتظاهرين الذين احتجوا على مسيرة اليمين المتطرف.[7]

### أغسطس
- 6 أغسطس - أعلن الفرع النمساوي لحركة الجيل الأخير الناشطة في مجال المناخ أنه سيوقف احتجاجاته, مشيرًا إلى عدم وجود "أي احتمال للنجاح" وتقاعس الحكومة بشأن تغير المناخ.[8]
- 7 أغسطس - تم القبض على رجلين تابعين لتنظيم الدولة الإسلامية في تيرنيتس بتهمة التخطيط لارتكاب أعمال إرهابية في فيينا, بما في ذلك حفل تايلور سويفت, [9] مما أدى إلى إلغاء الحفل الأخير.[10]
- 13 أغسطس - أعلن المستشار كارل نيهامر عن حزمة من التدابير الجديدة لمكافحة الإرهاب, بما في ذلك منح أجهزة الأمن النمساوية القدرة على مراقبة الاتصالات الخاصة المرسلة عبر تطبيقات المراسلة ووسائل التواصل الاجتماعي, ومنحها القدرة على فك تشفير الرسائل المشفرة, وتقييد الحق في التجمع للمجموعات التي أعلنت " معادية للديمقراطية ".[11]
- 18 أغسطس - ضربت أمطار غزيرة قياسية  [لغات أخرى]‏ أجزاء من فيينا, حيث سقط معظم متوسط إجمالي هطول الأمطار الصيفية في المدينة في ساعة واحدة فقط, مما تسبب في فيضانات وأضرار كبيرة.[12]

### سبتمبر
- 12 – 17 سبتمبر – قُتل ما لا يقل عن أربعة أشخاص وسط الفيضانات الناجمة عن العاصفة بوريس  [لغات أخرى]‏.[13]
- الانتخابات التشريعية النمساوية, 29 سبتمبر/أيلول 2024  [لغات أخرى]‏:[14] حلّ حزب الحرية النمساوي اليميني المتطرف (FPÖ) في المركز الأول, بحصوله على 29.2% من الأصوات, محققًا بذلك أفضل نتيجة له في تاريخه. بينما جاء حزب الشعب النمساوي (ÖVP) بزعامة المستشار كارل نهامر في المركز الثاني, بينما لم يحصل الحزب الديمقراطي الاجتماعي (SPÖ) سوى على 21%, مسجلًا بذلك أسوأ نتيجة له على الإطلاق في المجلس الوطني.[15]

### أكتوبر
- 4 أكتوبر/تشرين الأول - قضت محكمة العدل الأوروبية ضد رفض النمسا منح وضع اللاجئ لطالبتي لجوء أفغانيتين, وأعلنت أن الإجراءات التمييزية التي اتخذتها حركة طالبان ضد النساء "أعمال اضطهاد" تؤهل مقدمي الالتماسات للبقاء في البلاد.[16]
- 13 أكتوبر - انتخابات ولاية فورارلبرغ 2024  [لغات أخرى]‏
- 22 أكتوبر - طلب الرئيس ألكسندر فان دير بيلين رسميًا من المستشار المنتهية ولايته كارل نيهامر من حزب الشعب النمساوي تشكيل حكومة أخرى بعد أن رفض الحزب والأحزاب الرئيسية الأخرى تشكيل ائتلاف مع حزب الحرية النمساوي, على الرغم من أن الأخير كان أكبر حزب منفرد في انتخابات سبتمبر.[17]
- 28 أكتوبر - عُثر على شخصين, أحدهما رئيس بلدية, مقتولين بالرصاص في حادثين مترابطين في ألتنفيلدن، النمسا العليا. عُثر على المشتبه به ميتًا في 1 نوفمبر.[18]

### نوفمبر
- 16 نوفمبر/تشرين الثاني - أوقفت شركة الطاقة الروسية غازبروم شحنات الغاز الطبيعي إلى النمسا بعد أن توقفت شركة المرافق المحلية OMV عن دفع الفواتير لتعويض حكم تحكيمي بقيمة 230 مليون يورو (242 مليون دولار) من غرفة التجارة الدولية بشأن قطع سابق للإمدادات لشركة تابعة ألمانية.[19]
- 24 نوفمبر 2024 - انتخابات ولاية ستيريا  [لغات أخرى]‏
- 28 نوفمبر إلى 15 ديسمبر – بطولة أوروبا لكرة اليد للسيدات 2024[20]

### ديسمبر
- 1 ديسمبر - تم الاعتراف بـ Würstelstand من قبل اليونسكو باعتباره تراثًا ثقافيًا غير مادي.[21]
- في 23 ديسمبر, هبطت طائرة إيرباص تابعة للخطوط الجوية السويسرية الدولية اضطرارياً في مطار غراتس أثناء توجهها من بوخارست إلى زيورخ بسبب عطل في المحرك وانبعاث دخان. وتوفي أحد أفراد الطاقم متأثراً بإصاباته في الحادث.[22]

## العطلات
مراجع:
- 1 يناير – رأس السنة الجديدة
- 6 يناير – عيد الغطاس
- 28 مارس – خميس العهد
- 29 مارس – الجمعة العظيمة
- 1 أبريل – عيد الفصح
- 1 مايو – يوم العمال العالمي
- 20 مايو – اثنين العنصرة  [لغات أخرى]‏
- 30 مايو – كوربوس كريستي
- 15 أغسطس – يوم انتقال السيدة العذراء
- 26 أكتوبر – اليوم الوطني للنمسا
- 1 نوفمبر – عيد جميع القديسين
- 8 ديسمبر – الحبل بلا دنس
- 25 ديسمبر – يوم عيد الميلاد
- 26 ديسمبر – عيد القديس ستيفن

## حالات الوفاة

### يناير
- 5 يناير – هيلينا أدلر  [لغات أخرى]‏, 40 عامًا, كاتبة وفنانة تشكيلية, بعد مرض طويل,[24] (مواليد 1983)
- 14 يناير :
  - إليزابيث تريسنار  [لغات أخرى]‏, 79 عامًا, ممثلة ( الحصاد الغاضب  [لغات أخرى]‏, زوجة رئيس المحطة  [لغات أخرى]‏, ماريو والساحر ),[25] (مواليد 1944)
  - لوتز ليشكا  [لغات أخرى]‏, 79, لاعب جودو أولمبي (1972),[26] (و. 1944)
- 18 يناير - هاينز تيزار  [لغات أخرى]‏, 84, مهندس معماري[27] (و. 1939)

### فبراير
- 10 فبراير – غونتر بروس  [لغات أخرى]‏, 85 عامًا, فنان, (مواليد 1938)[28]
- 12 فبراير – كارل فيرنر روش  [لغات أخرى]‏, 86 عامًا, مهندس مدني وسياسي, (مواليد 1937)[29]

### يونيو
- 3 يونيو - بريجيت بيرلين, 74 عامًا, مستشارة النمسا (2019-2020) ورئيسة المحكمة الدستورية (2018-2019), (مواليد 1949)[30]

### يوليو
- 1 يوليو – هيرمين ليسكا  [لغات أخرى]‏, 94 عامًا, شاهدة نمساوية على اضطهاد شهود يهوه في ألمانيا النازية,[31] (مواليد 1930)
- 13 يوليو - يوهان سيتينغر  [لغات أخرى]‏, 63, سياسي نمساوي, عضو في Landtag Styria (2003-2023),[32] (و. 1961)
- 18 يوليو – فريتز فيرزيتنيتش  [لغات أخرى]‏, 79 عامًا, نقابي وسياسي نمساوي, رئيس اتحاد النقابات العمالية النمساوي  [لغات أخرى]‏ (1987-2006) والاتحاد الأوروبي للنقابات العمالية (1993-2003),[33] (مواليد 1945)
- 19 يوليو – فولفغانغ سميث, 94 عامًا, عالم رياضيات وفيزيائي وفيلسوف نمساوي,[34] (مواليد 1930)
- 31 يوليو – ديانا فيبس ستيرنبيرج  [لغات أخرى]‏, 88 عامًا, أرستقراطية تشيكية نمساوية وإنسانية,[35] (مواليد 1936)

### أغسطس
- 12 أغسطس – ريتشارد لوغنر  [لغات أخرى]‏, 91 عامًا, مسؤول تنفيذي في صناعة البناء النمساوية,[36] (مواليد 1932)
- 14 أغسطس
  - إيفا كرايسكي  [لغات أخرى]‏, 79, عالمة سياسية وحقوقية نمساوية,[37] (و. 1944)
  - هاينريش ثون  [لغات أخرى]‏, 85 عامًا, رياضي أوليمبي نمساوي ( 1960، 1964 ), نوبة قلبية,[38] (مواليد 1938)
- 21 أغسطس – سونيا باشتا  [لغات أخرى]‏, 83 عامًا, لاعبة تنس نمساوية,[39] (مواليد 1941)
- 28 أغسطس
  - أدولف أنتريش  [لغات أخرى]‏, 83, لاعب كرة قدم نمساوي (إس كيه رابيد فيينا، كابفينبرجر إس في  [لغات أخرى]‏، المنتخب الوطني),[40] (و. 1940)
  - أندرياس دوكشتاين  [لغات أخرى]‏, 97, أستاذ الشطرنج النمساوي الكبير,[41] (مواليد 1927)

### سبتمبر
- 5 سبتمبر – جاك بروير, 67 عامًا, ممثل نمساوي ( ديريك, النصر الثاني  [لغات أخرى]‏ ), سكتة دماغية,[42] (مواليد 1956)
- 7 سبتمبر
  - فرانز سورزوبف  [لغات أخرى]‏, 92, قاضي وسياسي نمساوي, عضو برلمان لاندتاغ بورغنلاند (1972–1986),[43] (و. 1932)
  - هاينريش شميلز  [لغات أخرى]‏, 94 عامًا, موظف مدني وسياسي نمساوي, عضو في البرلمان (1977-1988),[44] (مواليد 1930)

### أكتوبر
- 7 أكتوبر – لور سيجال, 96 عامًا, مؤلفة أمريكية من أصل نمساوي,[45] (مواليد 1928)